# (9446) Cicero
(9446) Cicero (1997 JT11) – planetoida z grupy pasa głównego asteroid okrążająca Słońce w ciągu 5,64 lat w średniej odległości 3,17 j.a. Odkryta 3 maja 1997 roku.